# Pilea lamioides
Pilea lamioides är en nässelväxtart som beskrevs av Hugh Algernon Weddell. Pilea lamioides ingår i släktet pileor, och familjen nässelväxter. Inga underarter finns listade i Catalogue of Life.